# 乌兰勿苏水库
乌兰勿苏水库是中国内蒙古自治区赤峰市敖汉旗境内的一座水库，位于腾克力河上，建于1959年。水库正常库容为396万立方米，集雨面积为434平方千米，海拔为418.5米。